# Гай Клавдий Центон
Гай Кла́вдий Центо́н (лат. Gaius Claudius Centhō; умер после 213 года до н. э.) — римский государственный деятель из патрицианского рода Клавдиев, консул 240 года до н. э.
Отцом Центона был Аппий Клавдий Цек. В 240 году до н. э. Центон стал консулом, затем в 225 году до н. э. цензором. А в 216 году до н. э. Центон стал интеррексом. Спустя три года был назначен диктатором для проведения выборов, объявив консулами Квинта Фульвия Флакка, своего начальника конницы, и Аппия Клавдия Пульхра, своего племянника.